# Сонатни облик
Сонатни облик је музички облик који карактерише форму првог става сонатног циклуса. Сонатни облик се може поделити на три целине:
- експозицију, у којој се излажу две музичке теме које једна другој тематски и тонално контрастирају. Међутим, понекад се прва и друга тема могу разликовати само по тоналитету, док је тематски материјал који доносе исти, што се види у делима композитора Јозефа Хајдна. Углавном важи правило да ако је прва тема у дурској лествици, друга је у тоналитету њене доминанте, а уколико је прва тема у молу, друга је у паралелном дуру, али има и изузетака од овог правила, нарочито у делима романтичара.
- развојни део, у коме се разрађује тематски материјал приказан у експозицији, са циљем мешања тема и сукобљавањем или умањивањем њихових међусобних контраста, али и увођење новог тематског материјала, тзв. треће теме или формирање неколико етапа развоја, са коришћењем сложених композиционих техника (контрапунктски рад са материјалом, канон, фугато, стрета).
- репризу, у којој се обе теме опет излажу као у експозицији, али је друга тема сада у истом тоналитету као и прва, чиме се умањује контраст између њих који је постојао током експозиције и развојног дела. Реприза је подложна варирању, односно мањим променама у мелодији, ритму, затим скраћивању неких делова или чак избацивању појединих делова (изостанак моста, скраћење прве теме, одсуство завршне групе).

Ови описи целина су само смерница како би један „школски пример“ сонатног облика требало да изгледа, и варијације на ову форму су уобичајена ствар. Ипак, код сваког сонатног облика се дају уочити две битне карактеристике: постојање две теме које контрастирају једна другој у експозицији, рад са материјалима ових тема у развојном делу и разрешење контраста у репризи. Поред тога се може направити и паралела сонатног облика са троделном песмом .

### Експозиција
Експозиција представља уводни део сонатног облика и посвећена је излагању тематског материјала.
Први део експозиције већински испуњава прва тема, која по структури може бити реченица, низ реченица или период, а могу се наћи и прелазни облик песме . У оквиру прве теме може постојати тематски комплекс од више одсека различите мотивске садржине које називамо група прве теме (означава се са A1 и A2). Оно што карактерише A1 и A2 су исти тоналитет, а различити тематски материјал. По питању тоналног плана, у првој теми преовладава основни тоналитет и углавном завршава каденцом на тоници, мада се може десити да заврши и на доминанти.
Између појаве прве и друге теме налази се мост. У мосту се врше модулације (прелазак из тоналитета прве у тоналитет друге теме). Постоје две врсте моста: стари тип моста, у коме модулације нема, и завршава на доминанти основног тоналитета; и нови тип моста, у коме модулације има, и завршава на доминанти новог тоналитета. Мост је обично фрагментарне структуре.
Друга тема по структури такође може бити реченица, низ реченица или период, независно од структуре прве теме, али је њена структура јача од структуре прве теме. У оквиру друге теме такође постоји група друге теме (B1 и B2, код Моцарта често и B3). На тоналном плану, уколико је прва тема у дуру, друга ћа бити у доминантном дуру, а уколико је у молу, друга ће бити у паралелном дуру. При крају комплекса друге теме, неочекивано се уводе елементи из прве теме или моста, како би се допринело даљем развоју облика. Завршетак групе друге теме код класичара обично је јасно обележен каденцом у тоналитету у ком је друге тема изложена. Крај каденце уједно представља и почетак завршне групе.
Завршна група представља завршни део експозиције који има за задатак да формално и хармонски заокружи дело. Тематски материјал завршне групе може бити нов али и не мора и углавном се заснива на каденцирању у тоналитету друге теме. 